# Localisme
Pour les articles homonymes, voir localisme.

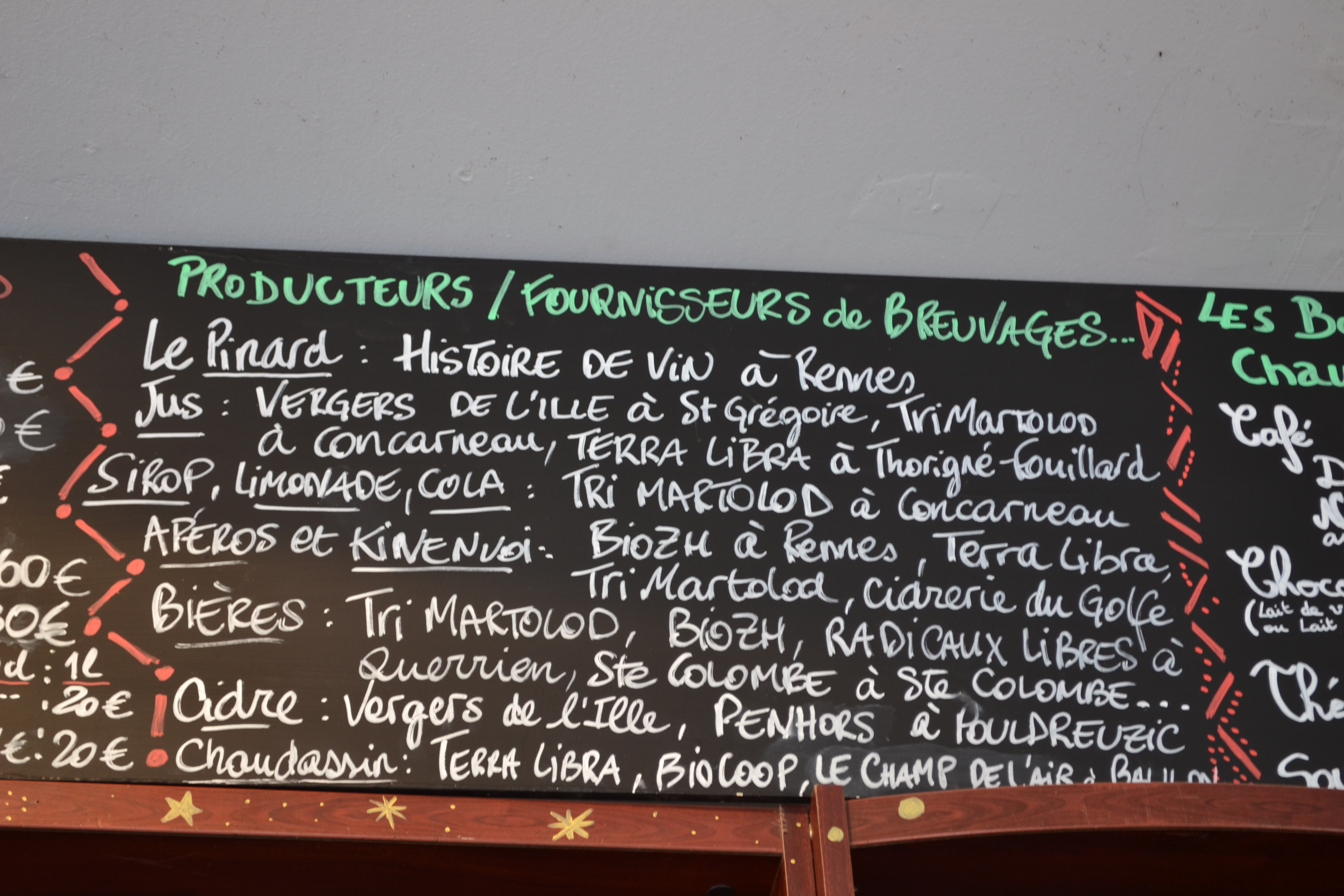
Affichage de la provenance locale des produits dans un bar à Rennes.

Le localisme (du latin locus, lieu) est une doctrine qui consiste à privilégier ce qui est local sans toutefois se fixer de limites frontalières, afin de favoriser la démocratie participative, la cohésion sociale et l'économie de proximité, donc l'emploi local et la préservation de l'environnement via une moindre empreinte écologique liée au transport de personnes et de marchandises.

## Histoire
« Penser globalement, agir localement »

— Patrick Geddes
Apparu au XXe siècle, le concept de localisme s'est fortement inspiré des écrits de Leopold Kohr, Ernst Friedrich Schumacher, Wendell Berry et Kirkpatrick Sale, parmi d'autres. Le député britannique du parti travailliste Alan Milburn parlait ainsi de « responsabiliser des services locaux, en déléguant plus de pouvoir aux communautés locales et, du même coup, moderniser les relations entre l'état, les citoyens et les services ».
Au cours des années 1980, une tendance localiste s'est développée aux États-Unis visant à privilégier la consommation de produits locaux. Ce mouvement naissait avec l'essor de l'agriculture biologique et le mécontentement grandissant face au développement de l'agriculture intensive utilisant des produits chimiques et pénalisant les petits exploitants agricoles. L'argument principal était donc plus écologique que protectionniste : la pollution provoquée en transportant des marchandises à l'import/export devenait préoccupante dans une économie de plus en plus mondialisée, pollution qui pouvait donc être diminuée grâce à une consommation locale.
Parmi les formes historiques d'organisation localiste, on peut citer le kibboutz israélien créé en 1909 ou le Mir russe apparu au Moyen Âge et qui disparut par les réformes agraires de Piotr Stolypine entre 1906 et 1911.
En France, le Conseil économique, social et environnemental votait en septembre 2010 un projet d'avis intitulé « L’économie de proximité : une réponse aux défis majeurs de la société française ».

## Application opérationnelle

### Fondements
Le localisme ouvert (ou « néo-localisme ») – cosmopolite et diversifié – consiste à réorienter l'organisation de vie communautaire humaine par une gestion économique, sociale et politique de proximité. Selon ses promoteurs, c'est toute la vie qui devrait être reterritorialisée (Serge Latouche, Vivre localement) et notamment les relations interpersonnelles. Il offre une autre solution que la globalisation à laquelle il attribue les conséquences suivantes : développement d'un consumérisme mondial dont l'environnement subit les conséquences, notamment en termes de consommation d'énergie fossile et de pollution liée au transport de marchandises ; tendance à la transformation des règles sociales au profit de la compétitivité ; dilution du vivre ensemble à travers des relations a-personnelles qui se développent au travers de médias planétaires et les formes de collectivités abstraites, etc.

### Géopolitique
La relocalisation de la vie est à la fois :
- économique : rapprocher l'outil de production du consommateur
- sociale[2] : enrichir les relations humaines
- politique[3] : mise en place d'une démocratie participative).

Elle passe notamment par une réorganisation du territoire en quartiers dits villages urbains (par exemple, l'intercommunalité) qui permettrait de satisfaire localement le maximum de besoins. Cette forme de localisme n'est cependant pas présentée comme une autarcie ou autosuffisance, car certaines décisions et productions se feraient à des niveaux plus larges sur la base des institutions régionales, nationales ou internationales existantes. Le localisme n'a pas de frontières géographiques mais le principe de rapprochement maximum est la règle : par exemple, passer de l'importation d'une région lointaine à la production dans une région voisine pourrait être une réponse localiste satisfaisante voire ultime pour certains biens.

### Production/consommation
D'un point de vue technique, le localisme peut par exemple s'appuyer sur une taxation variable selon l'origine des produits finis et matières premières utilisées. Moins coercitif : le principe d'étiquette carbone, étroitement lié à la notion anglo-saxonne de kilomètres alimentaires (ou food miles), peut orienter les consommateurs écoresponsables vers l'achat de produits locaux (en). En matière de commerce agroalimentaire, la vente directe du producteur au consommateur, telle que les AMAP en France, est perçue comme une démarche localiste. Le concept de ferme verticale apparaît également comme une solution à l'autosuffisance alimentaire urbaine. Le localisme peut aussi donner lieu à des investissements publics dans l'appareil productif local ou encore à une promotion de l'économie sociale. Le recours à la mobilité inter-entreprises sous la forme d'une bourse d'échange de postes pourrait également permettre de limiter les flux quotidiens de véhicules individuels entre plusieurs territoires urbains.
Pour arriver à des distances d'échanges suffisamment limitées, la doctrine localiste induit une réorganisation structurelle de l'appareil productif via l'implantation d'une multitude d'unités de production de taille adaptée à la communauté urbaine correspondante.

### Système financier
Selon ses promoteurs, le localisme devrait reposer sur des banques de gestion et d'investissement, en dehors de toute action spéculative qui détourne le principe de proximité au profit de la rentabilité. Ce qui favoriserait l'implication de la collectivité dans le système financier, via des banques publiques ou coopératives voire la microfinance, le mécénat ou l'épargne sociale de manière plus marginale. Dans une forme approfondie du localisme intervient la notion de localisme monétaire.

### Philosophie
La doctrine localiste est présentée comme une orientation humaniste, dans la mesure où l'activité locale serait un moyen pour l'homme de subvenir à ses besoins et de s'épanouir parmi les siens, et non une fin visant uniquement la prospérité de personnes physiques ou morales. Les échanges de proximité favorisent l'interaction sociale, et donc les relations humaines, tout en nécessitant l'implication de tous dans l'effort collectif de production, d'où l'importance accordée à la valeur travail. Pour le philosophe français Pascal Engel, « la philosophie d'aujourd'hui doit passer par le local avant d'atteindre le global ».

## Positionnement politique
Le localisme ne s'inscrit pas dans une vision "droite/gauche" de l'échiquier politique traditionnel. La doctrine localiste peut apparaître à la fois comme une autre voie et comme une synthèse des modèles politiques depuis l'ère industrielle, apportant un certain équilibre entre les bienfaits et les excès de ces modèles politiques. Notons que de par son mode qui favorise le commun, on trouve peu de localistes chez les libéraux.
En octobre 2011, avec la démondialisation comme thème principal de campagne, Arnaud Montebourg réalisait un score surprise de 17 % aux primaires socialistes pour l'élection présidentielle française de 2012. Au centre et à droite, d'autres personnalités françaises comme François Bayrou, Jean Lassalle, Nicolas Dupont-Aignan sont ouvertement favorables à une relocalisation de l'économie. En 2019, à l'occasion des élections européennes, le Rassemblement national présidé par Marine Le Pen a utilisé le concept de localisme comme orientation écologique de son programme. En 2020, deux représentants du RN, Andréa Kotarac et Hervé Juvin, lancent un « Parti localiste », motivé par un supposé « besoin d'horizontalité et de différenciation locale », estimant que c'est « parce qu'on est fier de la petite patrie qu'on peut défendre la grande patrie ».

### Localisme et capitalisme
La doctrine localiste ne serait pas en opposition avec le capitalisme dans le sens où elle n'entend pas limiter la création de richesses, l'économie de proximité favorisant une répartition plus directe des richesses produites en s'appuyant fortement sur la participation de tous à la production (valeur travail)[réf. nécessaire]. Cependant, le localisme n'est pas compatible avec une économie de marché globalisée et dérégulée.

### Localisme et socialisme
Le localisme n'entrerait pas non plus en opposition avec le socialisme dans le sens où la collectivité participe étroitement à l'activité économique locale en veillant à maintenir une cohésion sociale par un écart raisonnable des revenus et limitant au maximum l'évaporation de richesses dans le circuit financier international. De plus le localisme favoriserait l'emploi donc l'insertion par l'accès à un travail suffisamment rémunérateur.[Interprétation personnelle ?]

### Localisme et nationalisme/régionalisme
Comme il n'y a pas de limites frontalières dans la notion de plus proche origine des produits consommés, le localisme ne s'arrête pas à un territoire administratif. Par exemple, ne pouvant raisonnablement pas créer un pôle aéronautique dans chaque communauté urbaine, le localisme s'inscrit plutôt à une échelle continentale. En revanche la production agro-alimentaire d'un département devrait pouvoir subvenir en grande partie aux besoins de sa population. Par ailleurs, le localisme ne repose aucunement sur l'affirmation d'identités particulières bien que la doctrine repose sur une organisation sociale de proximité consolidant de ce fait le patrimoine culturel.

### Localisme et protectionnisme
La doctrine localiste pourrait apparaître similaire à une forme extrême de protectionnisme dans le sens où elle donne toute priorité à l'économie locale pour limiter l'évasion commerciale liée aux achats de produits lointains. En même temps, il ne s'agit pas d'un protectionnisme d'état puisque le localisme n'a pas de frontières et définit une fiscalité progressive et non binaire (production interne/production externe). Par exemple, la TVA sociale, appliquée par certains pays européens notamment, peut ressembler à une mesure localiste mais il s'agit plutôt de protectionnisme visant à améliorer la compétitivité de la production d'un État sur son marché intérieur. Ensuite, le localisme ne concerne pas les services dématérialisés (Internet) ni les productions à très faible empreinte écologique (production hydro-électrique). Enfin, l'organisation par petites unités de productions démultipliées par autant de communautés urbaines aboutirait probablement à un marché globalisé de la propriété intellectuelle, c'est-à-dire à un commerce de licences entre sociétés du monde entier.

### Localisme et écologie
Le localisme vise à la préservation de l'écosystème dans la mesure où son objectif est de limiter au maximum l'empreinte écologique des échanges de biens, que ce soit en matière de consommation d'énergie fossile ou d'émission de CO2 qu'en matière d'usure des équipements de transport mobiles (voitures, train…) et statiques (routes, ponts…). De plus la doctrine localiste intègre l'autonomie énergétique via une politique volontariste en matière d'économies d'énergie (développement de l'habitat passif, rationalisation de l'éclairage public…) et de promotion des énergies renouvelables (panneaux solaires, éolien individuel…). L'écologiste français Nicolas Hulot déclarait ainsi à propos de la crise systémique survenue en 2008 qu'il faudra « relocaliser une partie de nos économies vers des marchés régionaux, pour rationaliser les flux énergétiques et de transports de matières ».

### Localisme et codéveloppement
Selon ses promoteurs, pour passer harmonieusement d'un modèle globalisé à un modèle localiste en matière d'échanges de biens matériels, il serait nécessaire d'optimiser le codéveloppement en matière d'échanges – marchands ou non – de connaissances techniques, scientifiques, culturelles… Le codéveloppement réduit ainsi les flux de marchandises par une moindre dépendance aux importations lointaines, ouvrant à la recomposition progressive de l'espace productif de nouveaux marchés locaux par l'accroissement d'une activité redistributrice de richesses. Par ailleurs le localisme annihile le risque d'importations de produits contrefaits, permettant ainsi un développement du marché de la propriété intellectuelle industrielle.

### Localisme et altermondialisme
Le localisme représente plus un standard politique adaptable à n'importe quel territoire plutôt qu'une véritable volonté de politique mondiale. Dans ce sens, des notions telles que la décroissance ou le commerce équitable ne sont pas nécessairement liées à la doctrine localiste. Le localisme entre évidemment en opposition au principe de mondialisation libérale des échanges marchands de biens matériels mais reste dans une logique de libre-échange planétaire de biens et services immatériels (recherche, culture, etc.).

## Critiques du localisme
Au-delà d'une simple tendance politique individuelle, l'action localiste se heurte rapidement à des règles internationales du commerce comme celles de l'OMC, par exemple, qui visent plutôt à faciliter la mondialisation des échanges, ou encore comme l'Union européenne dont la politique économique repose sur une libre circulation des biens. Cependant, compte tenu des menaces écologiques qui pèsent sur la planète et à la suite de la crise de 2008 mettant notamment en évidence l'extrême fragilité du système financier international, le principe de marché globalisé est de plus en plus controversé. L'économiste américain Paul Craig Roberts suggérait par exemple, à la suite du G20 de novembre 2008, une mesure localiste modulant l’imposition des entreprises en fonction du lieu de la création de valeur ajoutée.[réf. nécessaire]
Par ailleurs, le localisme ne peut exister que par une politique très volontariste pour faire face aux lobbys industriels ayant tout intérêt à voir leur zone de chalandise extensible à l'échelle mondiale et cela implique également une refonte très importante de l'appareil productif existant par un éclatement en petites unités locales, d'où des investissements considérables accompagnés d'une nécessaire adaptation sur place de la main-d'œuvre et de l'ingénierie.
Dans la mesure où elle s'oppose au développement croissant des échanges commerciaux internationaux, la doctrine localiste apparaît pour certains comme un « retour en arrière ». Les partisans du localisme démontrent alors la fiabilité de ce modèle par le fait que l'organisation des sociétés était localiste depuis les origines de l'humanité jusqu'à la révolution industrielle. Or c'est justement depuis le début de l'ère industrielle qu'a été enclenché un processus accru par le phénomène de globalisation, phénomène apparu seulement depuis la deuxième moitié du XXe siècle et mettant en péril le devenir de l'humanité face à des dégâts écologiques planétaires qui s'accompagnent de dégâts économiques et sociaux touchant les pays occidentaux à travers différentes crises de plus en plus rapprochées et de plus en plus violentes.
Enfin, le localisme politique, qui concerne essentiellement les échanges de biens et de services, est à différencier du localisme universitaire (préférence locale dans le recrutement d'enseignants-chercheurs) ou du localisme identitaire revendiqué par certains groupes d'extrême-droite et qui repose davantage sur l'origine ethnique des individus que sur un principe neutre de localisation géographique entre l'offre et la demande.

## Mesures et organisations localistes

### Étiquetage carbone
L’étiquetage carbone est un étiquetage environnemental qui vise à informer le consommateur des émissions de gaz à effet de serre qu'implique la production d'un produit. Cette étiquette apposée sur les produits, notamment de grande consommation, prend en compte les 5 étapes clés du cycle de vie : l'extraction des matières premières, le transport, la fabrication du produit, l’emballage et la distribution. Le résultat est exprimé en gramme équivalent CO2 pour 100 g de produit fini.
Inscrit dans les engagements du Grenelle de l’environnement et en principe obligatoire depuis le 1er janvier 2011, l'étiquetage carbone ne sera finalement testé qu'à partir de juillet 2011 compte tenu de difficultés liées à la méthode de calcul des émissions de CO2 et à l’affichage pour le consommateur.
Depuis le printemps 2008, deux magasins groupe Leclerc dans le Nord-Pas-de-Calais expérimentent l’affichage du coût en carbone – autrement dit leur « indice carbone » – des produits alimentaires. Le bilan CO2 des produits est indiqué à côté de leur prix et le bilan total des courses apparaît sur le ticket de caisse. De plus, les produits permettant de diminuer ce bilan sont signalés en rayons. L’opération est soutenue par le conseil régional et l’Ademe. Autre exemple : le groupe Casino, s’appuyant sur l’expertise de l’Ademe et de l’entreprise Bio Intelligence Service spécialisée dans le développement durable, propose aussi à ses clients de découvrir le coût en carbone de ses produits. Son indice carbone, exprimé en grammes de CO2 émis pour 100 g de produit, tient compte de la totalité du cycle de vie des produits de la marque. Quand l’emballage le permet, l’indice carbone est assorti d’une réglette indiquant l’impact environnemental (de faible à fort) et d’une information sur le taux de recyclage de l’emballage.
En octobre 2010, la Suède décidait – à l’image de la France, du Royaume-Uni et du Japon – de rendre obligatoire l’étiquetage carbone des aliments dans les supermarchés et épiceries.
Plus généralement, pour ne pas se limiter au seul CO2, il faut savoir que la France importe énormément d'énergie grise, sous forme de produits manufacturés.

### Villes en transition
De nombreux mouvements se développent actuellement autour de la notion de descente énergétique, partout dans le monde. Parmi ces mouvements, les initiatives de villes en transition (Transition Towns en anglais). Première à s’être lancée en 2006, la ville de Totnes en Grande-Bretagne a mis en place un « Plan de descente énergétique » sur 15 ans dont l’objectif principal est de réaliser la transition entre une économie traditionnelle et une économie relocalisée.
En moins de trois ans d’existence, le mouvement Transition Networks a d’ores et déjà été développé dans 64 localités dans le monde anglophone, et plus de 700 groupes se sont manifestés pour rejoindre le mouvement. Le guide des initiatives de transition a été traduit pour la France en 2008 et mis à jour en 2012,.

### Réseau Open Source Ecology
Open Source Ecology (OSE) est un réseau de fermiers, d’ingénieurs et de supporters dont l’objectif est la production du Global Village Construction Set (GVCS). Tel que décrit par Open Source Ecology "le GVCS est une plateforme technologique ouverte qui permet la production aisée des 50 machines industrielles nécessaires pour construire une petite civilisation avec tout le confort moderne." Des groupes à Oberlin, Ohio, Pennsylvania, New York et en Californie développent des plans, et construisent des prototypes qui sont ensuite envoyés dans le Missouri. Les machines sont construites et testées sur la Factor e Farm dans le Missouri.

### Fermes verticales
La ferme verticale consiste en de grandes tours destinées à accueillir une part importante de l'agriculture locale. C'est une solution possible aux problèmes de faim dans le monde et de manque de terres agraires, car la ferme verticale a pour but de se situer en pleine ville. La première ferme verticale pourrait voir prochainement le jour à Las Vegas (États-Unis) et d'autres devraient suivre à Incheon (Corée), à Abu Dhabi et Dubai (Émirats arabes unis), à Nashville (États-Unis) ou encore dans la future ville écologique de Dongtan, en Chine.

### AMAP
Une association pour le maintien de l’agriculture paysanne (AMAP) est, en France, un partenariat de proximité entre un groupe de consommateurs et une ferme locale, fondé sur un système de distribution de « paniers » composés des produits de la ferme. C’est un contrat solidaire, fondé sur un engagement financier des consommateurs, qui payent à l’avance la totalité de leur consommation sur une période définie par le type de production et le lieu géographique. Ce système fonctionne donc sur le principe de la confiance et de la responsabilisation du consommateur.
Concept apparu au Japon dans les années 1960 avec les teikei, la 1re AMAP française fut fondée en 2001. Fin 2009, on en compterait déjà 1200 alimentant près de 200 000 consommateurs[réf. nécessaire].

### Labels régionaux et nationaux

Logo Produit en Bretagne

Fondée en 1993, l'association Produit en Bretagne est le premier réseau de décideurs économiques bretons, la première marque régionale collective, et la première démarche de marque régionale solidaire et durable en France. En 2014, la marque concerne 340 entreprises membres employant environ 100 000 salariés sur cinq départements correspondant à la Bretagne historique : les quatre départements de la région Bretagne et la Loire-Atlantique. Bien que l'association communique sur le concept de relocalisation économique, cette initiative est plus assimilable à du régionalisme dans la mesure où l'intérêt localiste est moindre pour les consommateurs bretons limitrophes de départements d'une autre région que la Bretagne. À la notion d'achat local favorisant l'emploi régional est associée une exigence de qualité (contrôlée par audit) qui fonde un pacte sociétal entre producteurs et consommateurs.
On trouve également Saveurs en'Or pour les produits du Nord-Pas-de-Calais puis de l'ensemble de la région Hauts-de-France après la modification de région de 2016.

Logo Made in Alsace

Made in Alsace (qui représente un A comme Alsace en forme de bretzel), Made in Jura (département du Jura), Sud de France (Languedoc-Roussillon puis Occitanie), Saveurs de Normandie, La Lorraine notre signature, La région a du goût (Auvergne-Rhône-Alpes), Goûtez l'Ardèche et Marque Savoie sont aussi des labels actifs.
Il existe au niveau national le label Origine France Garantie depuis 2011.

### Slow Food
Le Slow Food est un mouvement fondé en Italie en 1986 par Carlo Petrini en réaction à l'émergence du mode de consommation Fast food. Le mouvement cherche à préserver la cuisine écorégionale ainsi que les plantes, semences, les animaux domestiques et les techniques agricoles qui lui sont associés.

### Locavores
Les locavores sont apparus à San Francisco en 2005 sur une idée simple : ne consommer que des aliments produits dans un rayon de 100 miles (160 kilomètres). Aux États-Unis comme au Canada, ce mouvement connaît un véritable succès populaire, et il s'étend peu à peu à l'Europe.

### Financement participatif local
Après s'être développé dans les milieux artistiques et culturels, le financement participatif (crowdfunding en anglais) acquiert en 2013 une dimension locale avec l'apparition d'acteurs spécialisés sur la mobilisation de l'épargne locale au service de projets produisant et affectant directement l'économie et la vie locale. Mené par Bulb in Town avec un modèle d'échange financier contre contreparties pour les commerçants et artisans, le modèle évolue vers la prise de participation capitalistique des habitants dans les entreprises de leur territoire. Un projet emblématique de cette montée en puissance de l'investir local est la Biscuiterie Jeannette de Caen qui mobilise en 2015 plus de 450 000 euros auprès de 2 000 normands.

### Sociétés coopératives d’intérêt collectif
Une société coopérative d’intérêt collectif (SCIC) est une société anonyme ou SARL qui associe autour d'un projet des acteurs salariés, des acteurs bénéficiaires (clients, usagers, riverains, fournisseurs...) et des contributeurs (associations, collectivités, etc.) pour produire des biens ou des services d'intérêt collectif au profit d'un territoire (géographique ou sectoriel).
Issues de la loi du 17 juillet 2001 et du décret du 21 février 2002, les SCIC sont largement inspirées des coopératives sociales italiennes apparues dans les années 1960. En France, sur les 117 Scic agréées depuis 2002, 103 étaient en activité au 30 juin 2007. L'Italie compte plus de 7 000 coopératives sociales qui emploient environ 250 000 personnes.

### Systèmes d'échanges locaux
Un SEL ou système d'échange local est un système d'échange alternatif, construit à côté du système dominant d'économie de marché. Les SEL sont des associations déclarées ou de fait à but non lucratif, implantés localement, et qui permettent à leurs membres de procéder à des échanges de biens, de services et de savoirs sans avoir recours à la monnaie traditionnelle.
En France, les transactions réalisées dans le cadre du SEL ne sont exonérées de TVA et d’impôts que dans la mesure où il s’agit d’une activité non répétitive et ponctuelle, type « coup de main » et n’entrant pas dans le cadre d'une profession. Le premier SEL moderne de France a été créé en 1994, en Ariège. Dix ans après, il y a près de 300 SEL dans 96 départements, de tailles plus ou moins modestes (de deux à quelques centaines de membres) suivant les régions, qui permettent à plus de 20 000 personnes de procéder à des échanges.

### Monnaies locales
Plus de 2 500 systèmes de monnaie locale sont utilisés à travers le monde ; l'un des plus en vue est le Local Exchange Trading System, un réseau d'échange supporté par sa propre monnaie interne. En France, de nombreuses initiatives de monnaies locales ont été lancées depuis 2010, l'une des plus ambitieuses est le galléco lancé en 2013 en Ille-et-Vilaine avec l'objectif d'une couverture départementale de biens et services accessibles avec cette monnaie.[non neutre]

### Castors
Les Castors est un mouvement d'autoconstruction coopérative né après la Seconde Guerre mondiale en France. Elle est aujourd’hui implantée au niveau national et compte près de 50 000 adhérents.

### Habitat groupé
L'habitat groupé, dit également habitat coopératif ou cohabitat, est un concept qui désigne des groupes d'habitants réunis sous forme associative ou coopérative. Le partage des matériels, des compétences, de certains aménagements ou encore des tâches ménagères est au cœur du concept mais chaque foyer dispose de son propre logement privé et conserve ainsi pleinement son intimité. Cette forme d’habitat, très répandue dans les pays d'Europe du Nord, commence à apparaître en France,,, et s’adapte à la ville comme à la campagne.

### Microcrédit
L'activité de microcrédit ou microfinance encourage les microprojets au niveau local. Cela permet d'induire des mutations « à la base ». Celles-ci sont souvent plus efficaces et ont un plus grand effet d'entraînement - en créant un maillage économique dans le pays - que certaines infrastructures ou certains gros projets industriels. Cet effet de levier permet d'agir efficacement auprès de ceux qui prennent des initiatives en s'engageant personnellement, c'est-à-dire les entrepreneurs ou les artisans.

### Filmographie
- Coline Serreau, Solutions locales pour un désordre global, 2010.
- Cyril Dion et Mélanie Laurent, Demain, 2015.